# Рудаков, Николай Сергеевич
Николай Сергеевич Рудаков (1919, дер. Игумницево, Вологодская губерния — 9 марта 1945, под Данцигом) — механик-водитель самоходной артиллерийской установки СУ-76 1001-го самоходного артиллерийского полка .Старший сержант — на момент представления к награждению орденом Славы 1-й степени.

## Биография
Родился в 1919 году в деревне Игумницево (ныне — Междуреченского района Вологодской области). Жил и работал в Ленинграде.
В июне 1941 года был призван в Красную Армию Выборгским райвоенкоматом города Ленинграда. С того же времени участвовал в боях с захватчиками на Ленинградском фронте. В дальнейшем сражался на Калининском, Сталинградском и 1-м Белорусском фронтах, был дважды ранен. Член ВКП(б) с 1944 года. К лету 1944 года гвардии старший сержант Рудаков был механиком-водителем СУ-76 1001-го самоходного артиллерийского полка 1-го гвардейского танкового корпуса.
25 июня 1944 года в бою за станцию Чёрные Броды гвардии старший сержант Рудаков, умело маневрируя, помог экипажу уничтожить 2 автомашины с боеприпасами, 3 орудия, дзот, свыше 30 противников. У железнодорожной станции Киселевичи экипаж вывел из строя бронепоезд, но и самоходка была повреждена. Под огнём противника Рудаков эвакуировал с поля боя тяжелораненых командиpa орудия и наводчика. Приказом по войскам 1-го гвардейского танкового корпуса от 20 июля 1944 года гвардии старший сержант Рудаков Николай Сергеевич награждён орденом Славы 3-й степени.
6-9 сентября 1944 года в боях по расширению плацдарма на берегу реке Нарев севернее населённого пункта Сероцк гвардии старший сержант Рудаков вместе с экипажем огнём и гусеницами уничтожил 2 полевые пушки, 4 автомобиля с боеприпасами, 6 повозок и истребил свыше 40 вражеских солдат. Во время авианалётов самоходка дважды загоралась, но Рудаков, несмотря на опасность, оба раза тушил огонь и продолжал вести бой. Приказом по войскам 65-й армии от 20 сентября 1944 года гвардии старший сержант Рудаков Николай Сергеевич награждён орденом Славы 2-й степени.
4-8 октября 1944 года в боях по удержанию плацдарма на правом берегу реки Нарев южнее города Пултуск гвардии старший сержант Рудаков, маневрируя, помог экипажу уничтожить 2 танка «пантера», свыше 20 вражеских солдат и офицеров, подавить огонь 5 огневых точек. Когда рядом был подбит командирский танк «ИС-2», Рудаков скрытно подобрался к подбитой машине. Он сел за рычаги танка и вывел его в укрытие вместе с раненым экипажем. Был представлен к награждению орденом Славы 1-й степени.
Пока по инстанциям ходили наградные документы, бои продолжались. 9 марта 1945 года гвардии старший сержант Рудаков погиб в бою под городом Данциг.
Указом Президиума Верховного Совета СССР от 24 марта 1945 года за образцовое выполнение боевых заданий командования на фронте борьбы с немецкими захватчиками и проявленные при этом доблесть и мужество года гвардии старший сержант Рудаков Николай Сергеевич награждён орденом Славы 1-й степени. Стал полным кавалером ордена Славы.
Награждён орденами Славы 3-х степеней.